# Prestigiu
Prestigiu, renume, celebritate, autoritate morală, considerație, se referă la o persoană care se bucură de influență, faimă. Renumele poate fi și atributul unor produse ale unor firme renumite, produse care posedă calități deosebite.

## Tipuri
Se disting prestigiul și prestigiul social al profesiei, precum și varietățile:
- prestigiul meritocratic - poziția în societate, obținută prin propriile eforturi, abilități, dorințe
- prestigiul ascriptiv - o poziție care este moștenită și nu necesită eforturi pentru a o realiza.